# Bitva u Horních Dubenek
Bitva u Horních Dubenek (též bitva u rybníka Bor), v níž se střetlo vojsko táboritů vedené Janem Hvězdou z Vícemilic s oddíly Menharta z Hradce, proběhla na podzim roku 1423, údajně 17. listopadu. Táborské vojsko zde prý podlehlo přesile a utrpělo velké ztráty.

## Bitva a historické souvislosti
O této bitvě je málo zpráv, většina informací pochází od Tomáše Pešiny z Čechorodu, který jako historik není příliš spolehlivý (mezi účastníky bitvy na vítězné straně např. jmenuje pána z Vrchovišť, jehož rod se v kraji objevuje až mnohem později). Jisté není ani to, kdo v bitvě zvítězil, protože Pešina jako katolický kněz v podobných případech vždy stál na straně katolické a své vyprávění i upravoval.
Na podzim roku 1423 táhla táborská vojska v čele s Janem Hvězdou z Vícemilic (Bzdinkou) dobývat Telč, která patřila pánům z Hradce. Svým příbuzným vytáhl na pomoc umírněný kališník Menhart II. z Hradce. Táborité vyplenili město, ale telčský hrad pravděpodobně nedobyli a po zprávě o blížícím se Menhartově vojsku ustoupili. Cestou se pokusili získat další hrady patřící telčské větvi pánů z Hradce: Roštejn odolal, ale Šternberk (Štamberk) byl dobyt. S Menhartem se táborské oddíly střetly u rybníka Bor, kde prý po krvavé bitvě zůstalo na bojišti 300 padlých táboritů, mezi nimi i jeden z vůdců Havel Pinta. Po porážce Hvězda se zbylými muži odtáhl k Pelhřimovu a připojil se k Žižkovi.

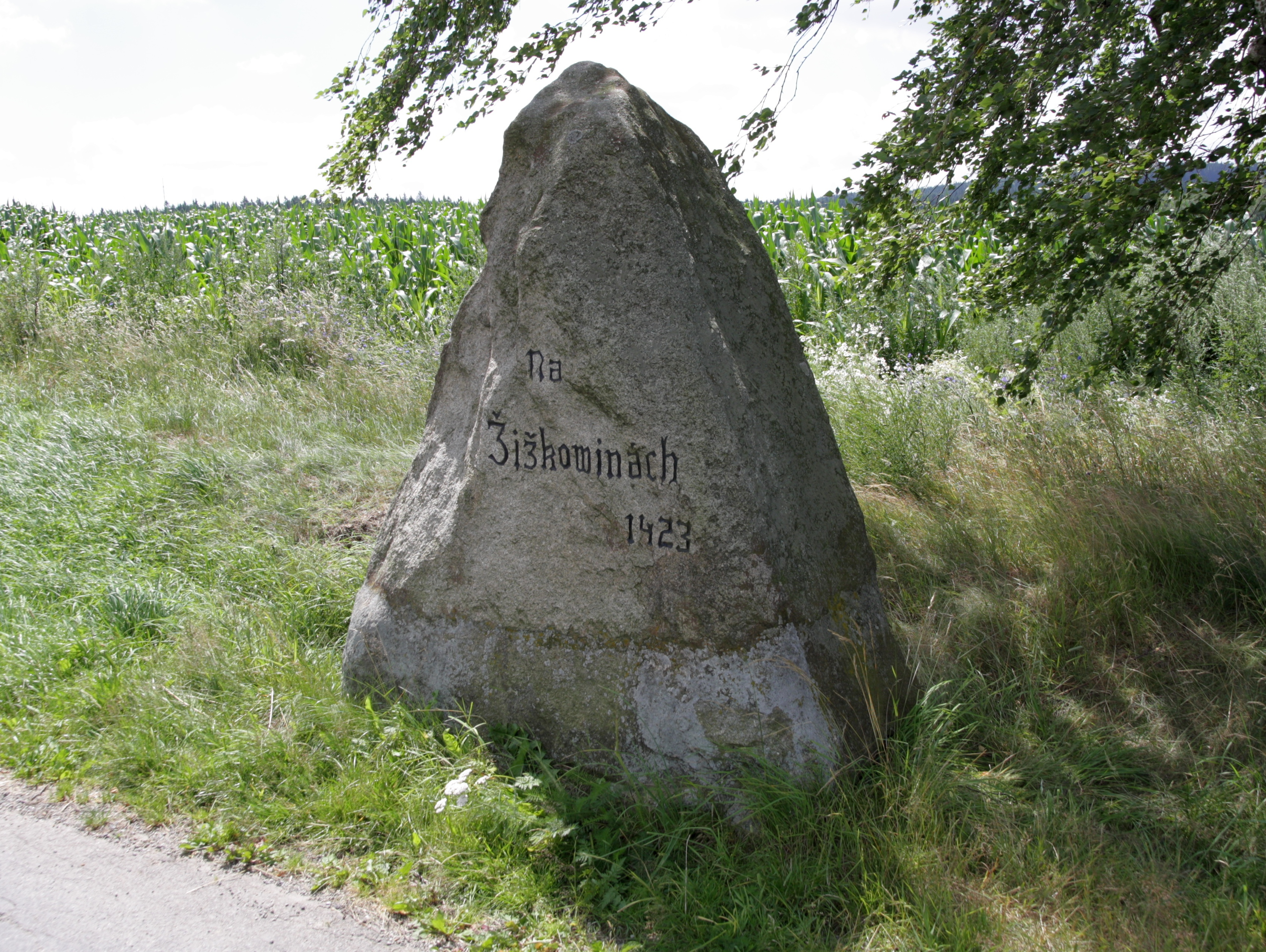
Žižkův kámen

Tradovalo se, že rybník Bor se z krve vojáků zbarvil do ruda a podle toho byl nazýván Krvavec. Barvu vody však způsobuje spodní rašelina a navíc je název pravděpodobně starší, protože už roku 1369 se v okolí připomíná vladycký rod z Krvavého.

## Pomník bitvy
V roce 1911 byl v Horních Dubenkách založen Spolek pro zbudování pomníku, připomínajícího husity padlé v této bitvě, který měl být postaven k jejímu 500. výročí. Pomník byl slavnostně odhalen 15. července 1923. Tři metry vysoký kamenný monolit zdobí husitský kalich. Druhý kamenný pomník byl vztyčen v roce 1929 nedaleko odtud na místě, kde byl údajně husitský tábor. Říká se mu Žižkův kámen nebo "Na Žižkovinách".